# Андерсена тема (Мат Андерсена)
Мат Андерсена — тема в шаховій композиції в ортодоксальному жанрі. Суть теми — в рішенні задачі проходить мат королівською батареєю, яка створена в процесі гри без критичного ходу фігури, яка відкривається королем при грі цієї батареї.

## Історія

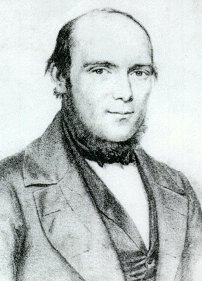
Адольф Андерсен

В 1842 році німецький шахіст Адольф Андерсен (06.06.1818 — 13.03.1879) видав у Бреславі (тепер Вроцлав) збірник «Aufgabe für Schachspieler» (Завдання для шахістів), в якому було 60 його задач, серед яких була задача із даною ідеєю.
В задачі в процесі гри створюється батарея, в якій, фігурою, що відкриває батарею, стає білий король, інша батарейна фігура не робить критичних ходів, а очікує коли білий король прийде на лінію дії фігури і створиться батарея, яка в наступних ходах зіграє.
Ідея дістала назву — мат Андерсена, або в де-яких джерелах — тема Андерсена.
|   | a | b | c | d | e | f | g | h |   |
| 8 | d8 білий слон · e8 білий слон · h8 білий король · h7 чорний пішак · h6 чорний король · f3 білий пішак · h3 чорний пішак · h2 білий пішак | d8 білий слон · e8 білий слон · h8 білий король · h7 чорний пішак · h6 чорний король · f3 білий пішак · h3 чорний пішак · h2 білий пішак | d8 білий слон · e8 білий слон · h8 білий король · h7 чорний пішак · h6 чорний король · f3 білий пішак · h3 чорний пішак · h2 білий пішак | d8 білий слон · e8 білий слон · h8 білий король · h7 чорний пішак · h6 чорний король · f3 білий пішак · h3 чорний пішак · h2 білий пішак | d8 білий слон · e8 білий слон · h8 білий король · h7 чорний пішак · h6 чорний король · f3 білий пішак · h3 чорний пішак · h2 білий пішак | d8 білий слон · e8 білий слон · h8 білий король · h7 чорний пішак · h6 чорний король · f3 білий пішак · h3 чорний пішак · h2 білий пішак | d8 білий слон · e8 білий слон · h8 білий король · h7 чорний пішак · h6 чорний король · f3 білий пішак · h3 чорний пішак · h2 білий пішак | d8 білий слон · e8 білий слон · h8 білий король · h7 чорний пішак · h6 чорний король · f3 білий пішак · h3 чорний пішак · h2 білий пішак | 8 |
| 7 | d8 білий слон · e8 білий слон · h8 білий король · h7 чорний пішак · h6 чорний король · f3 білий пішак · h3 чорний пішак · h2 білий пішак | d8 білий слон · e8 білий слон · h8 білий король · h7 чорний пішак · h6 чорний король · f3 білий пішак · h3 чорний пішак · h2 білий пішак | d8 білий слон · e8 білий слон · h8 білий король · h7 чорний пішак · h6 чорний король · f3 білий пішак · h3 чорний пішак · h2 білий пішак | d8 білий слон · e8 білий слон · h8 білий король · h7 чорний пішак · h6 чорний король · f3 білий пішак · h3 чорний пішак · h2 білий пішак | d8 білий слон · e8 білий слон · h8 білий король · h7 чорний пішак · h6 чорний король · f3 білий пішак · h3 чорний пішак · h2 білий пішак | d8 білий слон · e8 білий слон · h8 білий король · h7 чорний пішак · h6 чорний король · f3 білий пішак · h3 чорний пішак · h2 білий пішак | d8 білий слон · e8 білий слон · h8 білий король · h7 чорний пішак · h6 чорний король · f3 білий пішак · h3 чорний пішак · h2 білий пішак | d8 білий слон · e8 білий слон · h8 білий король · h7 чорний пішак · h6 чорний король · f3 білий пішак · h3 чорний пішак · h2 білий пішак | 7 |
| 6 | d8 білий слон · e8 білий слон · h8 білий король · h7 чорний пішак · h6 чорний король · f3 білий пішак · h3 чорний пішак · h2 білий пішак | d8 білий слон · e8 білий слон · h8 білий король · h7 чорний пішак · h6 чорний король · f3 білий пішак · h3 чорний пішак · h2 білий пішак | d8 білий слон · e8 білий слон · h8 білий король · h7 чорний пішак · h6 чорний король · f3 білий пішак · h3 чорний пішак · h2 білий пішак | d8 білий слон · e8 білий слон · h8 білий король · h7 чорний пішак · h6 чорний король · f3 білий пішак · h3 чорний пішак · h2 білий пішак | d8 білий слон · e8 білий слон · h8 білий король · h7 чорний пішак · h6 чорний король · f3 білий пішак · h3 чорний пішак · h2 білий пішак | d8 білий слон · e8 білий слон · h8 білий король · h7 чорний пішак · h6 чорний король · f3 білий пішак · h3 чорний пішак · h2 білий пішак | d8 білий слон · e8 білий слон · h8 білий король · h7 чорний пішак · h6 чорний король · f3 білий пішак · h3 чорний пішак · h2 білий пішак | d8 білий слон · e8 білий слон · h8 білий король · h7 чорний пішак · h6 чорний король · f3 білий пішак · h3 чорний пішак · h2 білий пішак | 6 |
| 5 | d8 білий слон · e8 білий слон · h8 білий король · h7 чорний пішак · h6 чорний король · f3 білий пішак · h3 чорний пішак · h2 білий пішак | d8 білий слон · e8 білий слон · h8 білий король · h7 чорний пішак · h6 чорний король · f3 білий пішак · h3 чорний пішак · h2 білий пішак | d8 білий слон · e8 білий слон · h8 білий король · h7 чорний пішак · h6 чорний король · f3 білий пішак · h3 чорний пішак · h2 білий пішак | d8 білий слон · e8 білий слон · h8 білий король · h7 чорний пішак · h6 чорний король · f3 білий пішак · h3 чорний пішак · h2 білий пішак | d8 білий слон · e8 білий слон · h8 білий король · h7 чорний пішак · h6 чорний король · f3 білий пішак · h3 чорний пішак · h2 білий пішак | d8 білий слон · e8 білий слон · h8 білий король · h7 чорний пішак · h6 чорний король · f3 білий пішак · h3 чорний пішак · h2 білий пішак | d8 білий слон · e8 білий слон · h8 білий король · h7 чорний пішак · h6 чорний король · f3 білий пішак · h3 чорний пішак · h2 білий пішак | d8 білий слон · e8 білий слон · h8 білий король · h7 чорний пішак · h6 чорний король · f3 білий пішак · h3 чорний пішак · h2 білий пішак | 5 |
| 4 | d8 білий слон · e8 білий слон · h8 білий король · h7 чорний пішак · h6 чорний король · f3 білий пішак · h3 чорний пішак · h2 білий пішак | d8 білий слон · e8 білий слон · h8 білий король · h7 чорний пішак · h6 чорний король · f3 білий пішак · h3 чорний пішак · h2 білий пішак | d8 білий слон · e8 білий слон · h8 білий король · h7 чорний пішак · h6 чорний король · f3 білий пішак · h3 чорний пішак · h2 білий пішак | d8 білий слон · e8 білий слон · h8 білий король · h7 чорний пішак · h6 чорний король · f3 білий пішак · h3 чорний пішак · h2 білий пішак | d8 білий слон · e8 білий слон · h8 білий король · h7 чорний пішак · h6 чорний король · f3 білий пішак · h3 чорний пішак · h2 білий пішак | d8 білий слон · e8 білий слон · h8 білий король · h7 чорний пішак · h6 чорний король · f3 білий пішак · h3 чорний пішак · h2 білий пішак | d8 білий слон · e8 білий слон · h8 білий король · h7 чорний пішак · h6 чорний король · f3 білий пішак · h3 чорний пішак · h2 білий пішак | d8 білий слон · e8 білий слон · h8 білий король · h7 чорний пішак · h6 чорний король · f3 білий пішак · h3 чорний пішак · h2 білий пішак | 4 |
| 3 | d8 білий слон · e8 білий слон · h8 білий король · h7 чорний пішак · h6 чорний король · f3 білий пішак · h3 чорний пішак · h2 білий пішак | d8 білий слон · e8 білий слон · h8 білий король · h7 чорний пішак · h6 чорний король · f3 білий пішак · h3 чорний пішак · h2 білий пішак | d8 білий слон · e8 білий слон · h8 білий король · h7 чорний пішак · h6 чорний король · f3 білий пішак · h3 чорний пішак · h2 білий пішак | d8 білий слон · e8 білий слон · h8 білий король · h7 чорний пішак · h6 чорний король · f3 білий пішак · h3 чорний пішак · h2 білий пішак | d8 білий слон · e8 білий слон · h8 білий король · h7 чорний пішак · h6 чорний король · f3 білий пішак · h3 чорний пішак · h2 білий пішак | d8 білий слон · e8 білий слон · h8 білий король · h7 чорний пішак · h6 чорний король · f3 білий пішак · h3 чорний пішак · h2 білий пішак | d8 білий слон · e8 білий слон · h8 білий король · h7 чорний пішак · h6 чорний король · f3 білий пішак · h3 чорний пішак · h2 білий пішак | d8 білий слон · e8 білий слон · h8 білий король · h7 чорний пішак · h6 чорний король · f3 білий пішак · h3 чорний пішак · h2 білий пішак | 3 |
| 2 | d8 білий слон · e8 білий слон · h8 білий король · h7 чорний пішак · h6 чорний король · f3 білий пішак · h3 чорний пішак · h2 білий пішак | d8 білий слон · e8 білий слон · h8 білий король · h7 чорний пішак · h6 чорний король · f3 білий пішак · h3 чорний пішак · h2 білий пішак | d8 білий слон · e8 білий слон · h8 білий король · h7 чорний пішак · h6 чорний король · f3 білий пішак · h3 чорний пішак · h2 білий пішак | d8 білий слон · e8 білий слон · h8 білий король · h7 чорний пішак · h6 чорний король · f3 білий пішак · h3 чорний пішак · h2 білий пішак | d8 білий слон · e8 білий слон · h8 білий король · h7 чорний пішак · h6 чорний король · f3 білий пішак · h3 чорний пішак · h2 білий пішак | d8 білий слон · e8 білий слон · h8 білий король · h7 чорний пішак · h6 чорний король · f3 білий пішак · h3 чорний пішак · h2 білий пішак | d8 білий слон · e8 білий слон · h8 білий король · h7 чорний пішак · h6 чорний король · f3 білий пішак · h3 чорний пішак · h2 білий пішак | d8 білий слон · e8 білий слон · h8 білий король · h7 чорний пішак · h6 чорний король · f3 білий пішак · h3 чорний пішак · h2 білий пішак | 2 |
| 1 | d8 білий слон · e8 білий слон · h8 білий король · h7 чорний пішак · h6 чорний король · f3 білий пішак · h3 чорний пішак · h2 білий пішак | d8 білий слон · e8 білий слон · h8 білий король · h7 чорний пішак · h6 чорний король · f3 білий пішак · h3 чорний пішак · h2 білий пішак | d8 білий слон · e8 білий слон · h8 білий король · h7 чорний пішак · h6 чорний король · f3 білий пішак · h3 чорний пішак · h2 білий пішак | d8 білий слон · e8 білий слон · h8 білий король · h7 чорний пішак · h6 чорний король · f3 білий пішак · h3 чорний пішак · h2 білий пішак | d8 білий слон · e8 білий слон · h8 білий король · h7 чорний пішак · h6 чорний король · f3 білий пішак · h3 чорний пішак · h2 білий пішак | d8 білий слон · e8 білий слон · h8 білий король · h7 чорний пішак · h6 чорний король · f3 білий пішак · h3 чорний пішак · h2 білий пішак | d8 білий слон · e8 білий слон · h8 білий король · h7 чорний пішак · h6 чорний король · f3 білий пішак · h3 чорний пішак · h2 білий пішак | d8 білий слон · e8 білий слон · h8 білий король · h7 чорний пішак · h6 чорний король · f3 білий пішак · h3 чорний пішак · h2 білий пішак | 1 |
|   | a | b | c | d | e | f | g | h |   |

FEN: 3BB2K/7p/7k/8/8/5P1p/7P/8

1. Bh5! Kxh5 2. Kg7 h6 3. Kf6! Kh4 4. Kg6#
Чорні в стані пату, і білі змушені дати вільне поле чорному королю. Щоб не пустити його на поле «g6», білі жертвують слона «е8». На третьому ході створюється королівська батарея, яка грає на останньому ході. 